# Ochelari

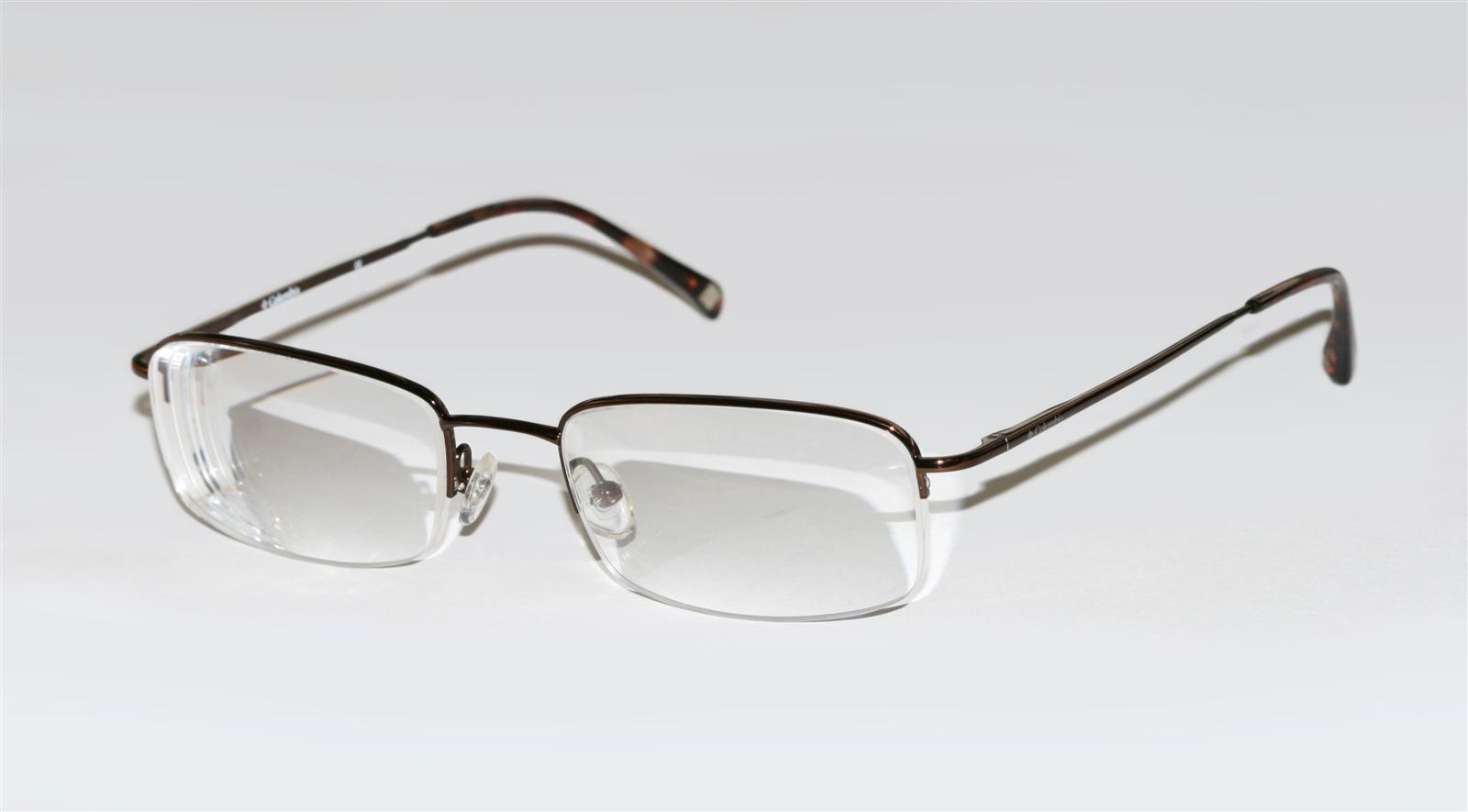
Ochelari

Ochelarii sunt instrumente optice alcătuite dintr-o ramă și două lentile sau prisme purtate în fața ochilor pentru corectarea unor defecte ale vederii, protecție sau cu rol estetic.

## Istoric
Cele mai vechi lentile au fost descoperite în ruinele orașului asirian Ninive, acestea fiind confecționate din cristal șlefuit. În secolul I, împăratul roman Nero urmărea luptele de gladiatori cu ajutorul unui smarald șlefuit, pe post de lentilă. În secolul IX, învățatul arab Abbas Ibn Firnas a realizat lentile corective, pe care le-a numit „pietre pentru citit”. În secolul al XIII-lea, la Florența, fizicianul Salvino degli Armati a pus la punct o pereche de ochelari a căror grosime și curbură putea mări obiecte și text. În secolul XV au apărut lentilele concave, pentru miopie, iar în secolul XVIII brațele ramelor de ochelari. Ochelarii propriu-ziși, ca și mijloc de corecție vizuală, se pare că nu au existat în antichitate. Anume Plinius, povestește în scrierile sale ca Nero, care după toate caracterizările vremii era miop, pentru că nu vedea bine la distanță, urmărea luptele dintre gladiatori privind printr-un smarald. Pe de altă parte, există o figurină descoperită de arheologii japonezi, ce datează de acum cinci milenii, care are pe față două lentile uriașe, a căror formă se aseamănă oarecum cu ochelarii din zilele noastre. 
De asemenea, la începutul erei noastre, chinezii au cunoscut ochelarii, dar îi utilizau împotriva razelor solare sau ca și talisman, nicidecum pentru corectarea vederii. De abia prin secolul XI apar menționări ale folosirii lor și în scop optic. Se foloseau lentile semisferice din cristal de stâncă sau din beriliu și ei le numeau "lapis ad legendum", în traducere, "piatră de lectură". Acești așa ziși ochelari fiind foarte grei, erau ținuți cu mâna în timpul cititului, dar nu înaintea ochilor, ci a textului de lecturat. De abia prin Veneția anilor 1300 s-au fabricat niște sticle ingenioase, concave sau convexe ,numite "besicles", din cristal, pentru a corija vederea. Așadar, florentinul Salvino Dogli Armati, ar fi inventatorul ochelarilor optici cu adevărat. 
Primii ochelari erau în formă de clește, confecționați din fier sau argint, la extremități având câte o lentilă. Mai târziu, apar ochelarii arcuiți, cu un fel de spătar deasupra nasului, fiind mult mai comozi decât predecesorii lor. Fabricați din os, aramă sau argint, erau ținuți cu mâna totuși, iar instabilitatea distanței față de ochi și faptul că presiunea asupra nasului era foarte mare, îi făceau totuși să fie și ei incomozi. Prin Germania secolului XVII apare monoclul, un mâner prevăzut la un capăt cu o singură lentilă înrămată. În scurt timp apar și ochelarii tip lornion, care erau micuți, cocheți, dar mare lucru nu vedeai prin ei. Ochelarii sub forma celor pe care îi purtăm și noi astăzi, apar imediat după aceștia, când s-au atașat bare laterale și s-au numit "lunete". De atunci, ei s-au perfecționat tot timpul, dar principiul este neschimbat. În 1784 Benjamin Franklin a inventat lentila bifocală. Desigur, s-a ajuns ca acum lentilele să fie de calitate foarte bună, iar ramele bine adaptate, practice și elegante.
Ochelarii cu lentile speciale sunt utilizați în cazul în care parametri vederii se abat de la vizualizarea normală, indiferent dacă devierea se datorează formei globului ocular și modificării suprafețelor refractare, puterii de refracție a mijlocului optic, unei schimbări în sistemul muscular sau unei modificări a densității și elasticității cristalinului, etc . În funcție de natura acestor abateri sunt folosiți ochelari cu suprafața lentilelor sferice, cilindrice, ovale sau prismatice. Tehnologia modernă permite producerea de ochelari cu un grad ridicat de precizie de până la 0,1 D  și lentile ovale pentru ochi astigmatic.

## Lentile de contact
În anul 2007 existau peste 77 de milioane de purtători de lentile de contact în întreaga lume. În România importurile de lentile de contact au urcat de la 29 de mii de bucăți în anul 2000, la aproximativ 370 de mii, în 2006.